# Thalassiophysaceae
Famille
Les Thalassiophysaceae  sont une famille d'algues de l'embranchement des Bacillariophyta (Diatomées), de la classe des Bacillariophyceae et de l’ordre des Thalassiophysales.

## Étymologie
Le nom de la famille vient du genre type Thalassiophysa, composé du préfixe thalass-, mer, et du suffixe phys vessie, littéralement « vessie de mer ». Paul S. Conger (en), descripteur du genre et de l'espèce Thalassiophysa rhipidis, donne les précisions suivantes : 

« J'ai choisi pour le nom générique de cette belle diatomée une combinaison du mot grec thalassios, signifiant « de la mer », puisqu'il s'agit typiquement d'une forme de plancton marin, et du mot grec physa signifiant « soufflet », de par la grande ressemblance de son aspect finement plié ou plissé à celui d'un accordéon, d'un soufflet de cheminée ou d'un soufflet d'appareil photo.
Surtout dans certaines vues en perspective à la fois de l'extrémité apicale et du côté de la cellule pas complètement mûrie, on obtient un effet typique plié et en forme de coin d'un soufflet de cheminée...
Comme nom d'espèce pour cette forme, j'ai pris le mot grec rhipis, qui signifie « éventail », en raison de sa belle ressemblance avec l'éventail plié d'une dame, en vue d'extrémité apicale... »

## Liste des genres
Selon AlgaeBase (14 juin 2022) :
- Hamatusia Stidolph, 1993
- Proboscidea Paddock & P.A.Sims, 1980
- Thalassiophysa P.S.Conger, 1954

## Systématique
Le nom correct complet (avec auteur) de ce taxon est Thalassiophysaceae D.G.Mann, 1990.

## Publication originale
- Round, F.E., Crawford, R.M. & Mann, D.G. (1990). The diatoms biology and morphology of the genera.  pp. [i-ix], 1-747. Cambridge: Cambridge University Press.